# Подрашница
Подрашница је насељено мјесто у општини Мркоњић Град, Република Српска, БиХ. Према прелиминарни резултатима пописа становништва из 2013. године, у насељу је живјело 735 становника.

## Географија
Налази се на путу Подбрдо – Гламоч, на надморској висини од 783 метра. У непосредној близини села налази се излетиште Зеленковац и извор Двоструки точкови.

## Становништво
Према службеном попису становништва из 1991. године, село Подрашница је имало 1.096 становника. Срби су чинили око 99% од укупног броја становника.
| Националност       | 1991.          | 1981.          | 1971.          | 1961. |
| Срби               | 1.086 (99,08%) | 1.240 (97,25%) | 1.338 (99,33%) | 1.477 |
| Југословени        | 5 (0,45%)      | 25 (1,96%)     | 0              | 1     |
| Црногорци          |                | 3              | 3              |       |
| Хрвати             | 1 (0,09%)      | 2 (0,15%)      | 1 (0,07%)      | 4     |
| Муслимани          |                | 1 (0,07%)      | 3 (0,22%)      |       |
| остали и непознато | 4 (0,36%)      | 5              | 2              |       |
| Укупно             | 1.096          | 1.275          | 1.347          | 1.483 |

## Знамените личности
- Борислав Јанковић, српски сликар и новинар
- Миленко Савановић, српски политичар
- Ђорђе Туторић, фудбалер ФК Црвене звезде